# Eyralpenus inconspicua
Eyralpenus inconspicua är en fjärilsart som beskrevs av Rothschild 1910. Eyralpenus inconspicua ingår i släktet Eyralpenus och familjen björnspinnare. Inga underarter finns listade i Catalogue of Life.